# Cura pinguis
Cura pinguis és una espècie de triclàdide dugèsid que habita Austràlia i Nova Zelanda. Els representants de Nova Zelanda presenten un cap amb una forma menys triangular que els d'Austràlia.